# Agrigento
Agrigento (em siciliano Girgenti) é uma comuna italiana da região da Sicília, capital da província homônima, com cerca de 55 000 habitantes.
Suas origens são muito antigas, na época em que os gregos colonizavam o sul da Itália e a Sicília, formando a Magna Grécia. As ruínas das construções gregas do Vale dos Templos ainda podem ser encontradas, principalmente do Templo da Concórdia (Valle dei Templi), um dos melhores exemplos da Grécia antiga.
Em um subúrbio pobre da cidade, Contrada Xaos, nasceu Luigi Pirandello, um dos mais conhecidos escritores italianos e vencedor do prémio Nobel de literatura em 1934.

## História
A cidade foi fundada em 581 a.C. por alguns habitantes da Gela, com o nome de Acragas, homónimo ao rio que banha o território. A localização em um penhasco na costa Sul da Sicília, cercada por dois rios (o Hypsas e o Acragas) era estratégica por facilitar a defesa da cidade nas épocas da guerra. A dominação grega durou aproximadamente 370 anos, período em que Acragas adquiriu grande poder e esplendor, a ponto de ser chamada pelo poeta Píndaro de "a cidade mais bela dos mortais", devido às maravilhas do Vale dos Templos.
Inicialmente foi instalada a tirania de Fálaris (570-554 a.C.), caracterizada por uma política de expansão para o interior, de fortificação das muralhas e do embelezamento da cidade. Entretanto, Fálaris foi mais conhecido por sua crueldade.
O desenvolvimento máximo da cidade foi alcançado com Terone (480-471 a.C.). Sob seu poder a cidade contava com aproximadamente 300 000 habitantes e seu território foi expandido até as costas do norte da Sicília. Tornando-se um grande poder militar, Acragas conseguiu derrotar mais de uma vez Cartago nas guerras para o controle da Sicília.  Após a morte de Terone começou um regime democrático (471-406 a.C.) estabelecido pelo filósofo Empédocles, que recusou o poder. Neste período observa-se a construção de inúmeros templos e a prosperidade económica mas, em 406 a.C., Cartago invadiu a cidade e a destruiu quase completamente. Em 339 a.C. a cidade, sob a influência de Siracusa, foi reconstruída e repovoada. 
Após as guerras púnicas, ficou sob o controle da República de Roma com o nome do latino de Agrigentum.
Até 1929, Agrigento era oficialmente denominada pelo nome siciliano de Girgenti.

## Demografia
| Variação demográfica do município entre 1861 e 2011                               |
|                                                                                   |
| Fonte: Istituto Nazionale di Statistica (ISTAT) - Elaboração gráfica da Wikipedia |

## Cidades-gêmeas
- Tampa,  Estados Unidos
- Valenciennes,  França
- Perm,  Rússia